# Jean-Jules-Ernest Picard
Jean-Jules-Ernest Picard, francoski general, * 1881, † 1961.